# Bandera del Morell
La bandera oficial del Morell té la descripció següent:
Bandera apaïsada de proporcions dos d'alt per tres de llarg, de color verd fosc, amb la morera negra de l'escut de 9/10 de l'alçària del drap al centre.
Va ser aprovada el 27 de març de 2025 pel Ple de l'Ajuntament del Morell, aprovada pel Departament de la Presidència el 22 de juliol del mateix any i publicada en el DOGC una setmana després, el 28 de juliol, dins el número 9464.
Es basa en l'escut heràldic municipal i en manté els colors i l'element distintiu de la morera.